# Лдзаа-ныха
Лдза́а-ны́ха — одно из семи святилищ Абхазии, находится в районе села Лдзаа Гагрского района Абхазии. Моления в святилище проводит жреческий род Гочуа ежегодно в ближайшее к 12 июня воскресенье.
В советское время святилище было разрушено, и на его месте селили переселенцев из Грузии.
Однако после их отъезда колхозные власти вновь селили сюда грузинских переселенцев, и всё повторялось. Так продолжалось больше четырёх десятилетий — до тех пор, пока не началась грузино-абхазская война.
После бегства во время войны окрестного грузинского населения местные жители решили возродить святилище. Были снесены построенные на его территории дома и хозяйственные постройки, вырублены больные и засохшие плодовые деревья. Позднее участок под возрождаемое святилище был огорожен.